# Undertow
Undertow é o álbum de estreia da banda de metal americana Tool, lançado em 6 de abril de 1993 pela Zoo Entertainment. Produzido pela banda e Sylvia Massy, foi gravado de outubro a dezembro de 1992 no famoso Sound City Studios em Van Nuys e no Grand Master Studios em Hollywood. O álbum inclui algumas faixas que a banda decidiu não lançar em seu primeiro EP Opiate.
O álbum foi lançado em um momento em que o grunge estava no auge de sua popularidade e o pop punk estava lentamente começando a atrair atenção do público. Segundo a Allmusic Undertow ajudou o heavy metal e o rock progressivo continuarem sendo proeminentes como um estilo musical convencional, além de permitir que vários outros artistas posteriores alcançassem popularidade; seu sucesso também está nos "visuais impressionantes e assombrosos que complementou seu humor niilista e melancólico". Até 2010, Undertow vendeu mais de 2,9 milhões de cópias nos EUA, e é certificado com dupla platina pela RIAA.

## Contexto
Undertow foi o único álbum completo do Tool com o baixista original Paul D'Amour.
O comediante Bill Hicks é listado nas notas como "inspiração", e Undertow foi o único álbum da banda lançado enquanto ele ainda estava vivo. Sua presença apareceria novamente no álbum seguinte.
Chris Haskett, então com a Rollins Band, é creditado nas notas de músicos adicionais com "marreta", provavelmente indicando sobre os "três pianos esmagados com espingardas e marretas" em "Disgustipated". Adam Jones relembra uma história em que a banda comprou dois pianos de segunda mão com a intenção de explodi-los com espingardas no estacionamento interno do estúdio Grand Master e colocar os sons resultantes na gravação. Aparentemente, a mulher que dirigia o estúdio estava feliz contanto que eles limpassem a bagunça depois. Desde o incidente, Tool foi abordado por outras bandas que afirmam ter visto os buracos de espingarda deixados por eles na parede do estacionamento.

## Arte
A arte do álbum foi projetada por Adam Jones. Fotos das notas do encarte com uma mulher obesa nua, um homem nu de peso normal, e os membros da banda com pinos nas laterais de suas cabeças geraram controvérsia, resultando na remoção do álbum de lojas como Kmart e Wal-Mart. A banda reagiu lançando outra versão, que mostrava um código de barras gigante em um fundo branco. Esta versão do álbum incluiu uma nota da banda.
A mensagem nas fotos dos membros da banda diz: "Confie em mim, confie em mim, confie em mim, confie em mim, confie em mim, eu só quero começar tudo de novo, diga que você não vai, isso é amor, eu vou fazer armas fora das minhas imperfeições, deite-se e me deixe te mostrar outra maneira, apenas este meio sagrado me traz paz de espírito, me limpe e purgue na água, duas vezes mais alto, euforia, eu tenho sido muito simpático, ninguém te disse para vir, eu espero que te sugue para baixo, a vida se alimenta da vida, isso é necessário". Todas as letras contidas na passagem aparecem nesta ordem: "Sober", "Crawl Away", "4°", "Prison Sex", "Flood", "Undertow", "Intolerance", "Swamp Song", "Disgustipated". A única linha que falta é "eu vou fazer armas fora das minhas imperfeições", letras originais de Maynard para "Bottom" antes de serem modificadas pelo convidado Henry Rollins.
Em algumas versões do álbum, quando a bandeja de CD é removida do case, uma imagem de uma vaca lambendo o que parece ser sua região genital é revelada. Em outras versões, lançadas internacionalmente, a imagem da vaca lambendo a região genital é visível facilmente sob o suporte transparente do case do disco. A foto da vaca é credenciada nas notas do álbum por ter sido tirada por Danielle Bregman. A caixa torácica também está na capa da frente, mas a mulher obesa está ausente do livreto do álbum; apenas os membros da banda são representados.
O porco de estimação de Adam Jones, chamado "Moe", aparece na contracapa em meio a uma série de garfos em pé.

## Recepção
Allmusic  deu ao álbum uma crítica positiva, afirmando que "com seu brilhantismo técnico, complexidades musicais, e toques agressivos; Undertow não só abriu caminho para várias bandas romperem com o público adolescente raivoso de shopping, como também provou que o metal pode ser simultaneamente inteligente, emocional e brutal." Em 2024, a Loudwire o elegeu como um dos 11 melhores álbuns de estreia de metal progressivo.

## Faixas
Todas as letras compostas por Maynard James Keenan, exceto onde anotado. Todas as músicas compostas por Adam Jones, Danny Carey, e Paul D'Amour.
| N.º            | Título | Compositor(es)                     | Duração |  |
| 1.             | "Intolerance" |                                    | 4:53    |  |
| 2.             | "Prison Sex" |                                    | 4:56    |  |
| 3.             | "Sober" |                                    | 5:06    |  |
| 4.             | "Bottom" (com Henry Rollins) | Maynard James Keenan Henry Rollins | 7:14    |  |
| 5.             | "Crawl Away" |                                    | 5:30    |  |
| 6.             | "Swamp Song" |                                    | 5:31    |  |
| 7.             | "Undertow" |                                    | 5:22    |  |
| 8.             | "4°" |                                    | 6:03    |  |
| 9.             | "Flood" |                                    | 7:46    |  |
| 69.            | "Disgustipated" (A faixa termina em 6:45. Sons de grilos chilreando podem ser ouvidos por 7 minutos e 5 segundos até 13:50. O arrendador de Maynard pode ser ouvido enquanto os grilos ainda podem ser ouvidos no fundo) |                                    | 15:47   |  |
| Duração total: | Duração total: | Duração total:                     | 69:13   |  |

"Disgustipated" é a faixa 69 na maioria das prensagens na América do Norte (as faixas 10-68 são silenciosas; as faixas 10-67 têm 1 segundo cada, e a faixa 68 é de 2 segundos). Também aparece como faixa 39, faixa 10 (principalmente na Europa e Austrália) ou como faixa oculta após "Flood" na faixa 9. Em algumas importações japonesas, "Disgustipated" é a faixa 70. Em todos os casos, está listado como faixa 10 no próprio álbum.

## Equipe

### Músicos
| Os instrumentos dos membros da banda estão listados em pseudônimos no encarte. - Maynard James Keenan - vocal (listado como "Mostresticator") - Adam Jones - guitarra, sitar em "4°" (listado como "Bastardometer") - Paul D'Amour - baixo (listado como "Bottom Feeder") - Danny Carey - bateria (listado como "Membranophones") | - Henry Rollins – vocal convidado em "Bottom" - Chris Haskett – marreta em "Disgustipated" - Statik – programação em "Disgustipated" - Produzido e mixado por Sylvia Massy - Mixado por Ron St. Germain |

## Paradas
| Chart (1993)           | Posição |
| ---------------------- | ------- |
| Billboard 200          | 50      |
| Top Heatseekers Albums | 1       |

| Ano  | Single       | Chart                  | Posição |
| ---- | ------------ | ---------------------- | ------- |
| 1993 | "Sober"      | Mainstream Rock Tracks | 13      |
| 1994 | "Sober"      | Mainstream Rock Tracks | 23      |
| 1994 | "Prison Sex" | Mainstream Rock Tracks | 32      |

## Certificações
| País           | Certificação              | Vendas     |
| -------------- | ------------------------- | ---------- |
| Estados Unidos | 2× Platina - RIAA         | 2,910,000+ |
| Canadá         | 1× Platina - Music Canada | 100,000+   |
| Nova Zelândia  | 1× Ouro - RIANZ           | 7,500+     |